# Cabeza de hombre joven de perfil
La Cabeza de hombre joven de perfil o Cabeza de muchacho fue pintada por Velázquez en Sevilla posiblemente como estudio en color para una composición más compleja. Ingresó en el Museo del Hermitage en 1814, adquirida en Ámsterdam para Alejandro I de Rusia con la atribución precisa a Velázquez, aunque en catálogos posteriores del Museo pasó a considerarse de Francisco de Zurbarán. Después de haber sido examinada por José López-Rey en 1959, quien confirmó la hipótesis avanzada por Allende-Salazar, ha sido restituida a Velázquez, quien habría pintado esta cabeza, «extraordinariamente bella», como estudio para el personaje situado a la derecha en el Almuerzo de campesinos de Budapest.
La radiografía realizada en el Museo reveló bajo este rostro otro anterior, de frente, muy semejante al del personaje situado en el centro de los Tres músicos, aunque mirando hacia su derecha al contrario que en el lienzo de Berlín. Por la razón que fuere, la tela, una vez descartada la pintura ya iniciada, se cortó y uno de sus fragmentos fue aprovechado para este estudio. El retrato, un profundo estudio psicológico del muchacho atento a las explicaciones que recibe desde fuera del cuadro dando muestras de sorpresa o asombro ante lo que escucha, es superior en este aspecto al joven en igual posición en el Almuerzo de Budapest, y para algunos autores podría no tratarse de un estudio, sino del fragmento de una composición mayor, por el completo acabado de su ejecución.
De los llamados almuerzos existen varias réplicas, en general consideradas copias de un posible original perdido o derivaciones de ella, antes en la colección L. Garrouste de Madrid y colección lord Moyne, Andover, de formato apaisado, como lo es el Almuerzo de Budapest, del que toman también la figura del hombre sentado a la derecha, que es la de este estudio, pero que en las figuras del anciano y el muchacho con el jarro de vino en el centro de la composición reproducen con fidelidad los mismos personajes del Almuerzo del Hermitage, que es, presumiblemente, la primera versión de este tema, lo que situaría el estudio en un punto intermedio entre las versiones de San Petersburgo y Budapest. Esta repetición de los modelos en la obra de Velázquez ha sido explicada por McKim-Smith en relación con la utilización, frecuente en la época, de estampas grabadas, lo que permitía concebir la creatividad como una recomposición o reinterpretación de elementos preexistentes, reinterpretación más acusada en Velázquez, que siempre introducirá variaciones sobre sus modelos, rehuyendo la copia literal.